# Centre d’études et de recherches sur la résistance toulousaine
Le Centre d'Études et de Recherches sur la Résistance Toulousaine (CERRT) est fondé en 1973 sous l'action conjointe de l’Institut d'histoire du temps présent et de la Mairie de Toulouse. Bénéficiant des fonds des Archives municipales et de la Bibliothèque, le CERRT poursuit trois missions essentielles : la conservation et l'accessibilité des archives, la proposition d’une aide à la recherche et l'organisation d’expositions et de manifestations.